# Marquage d'un stop en France
Le marquage au sol d'un stop en France est réalisé par une ligne transversale continue blanche.

## Histoire
L'idée d'utiliser un marquage sur la chaussée pour exprimer l'obligation de céder le passage ou de s’arrêter est ancienne et remonte à 1932. Lorsque furent créées les routes à grande circulation et avant que ne soit employé le poteau de priorité, des bandes jaunes furent en effet tracées sur les routes secondaires à leur débouché sur les routes prioritaires .
C’est l'instruction interministérielle du 30 avril 1955 qui va réglementer ce marquage au sol, mais pas selon les dispositions actuelles. Le texte prévoit la possibilité de renforcer la visibilité et la signification du signal Stop par un marquage constitué par deux bandes jaunes discontinues accolées de telle sorte que les pleins de I'une soient en face des vides de I'autre. Ce marquage intervient sur la partie droite de la route soumise à l'obligation d'arrêt, parallèlement à la route protégée et à la hauteur du signal.
Cette disposition en damier a été retenue parce que jugée très visible et tranchant nettement avec les autres marquages sur chaussées.
Ce n’est qu’avec l’arrêté du 24 novembre 1967 (article 8) que la couleur blanche est utilisée pour le marquage :
- des limites de chaussées;
- des bandes transversales, d'une largeur d'environ 0,50 mètre, éventuellement tracées aux intersections, dans les cas définis par l'instruction interministérielle sur la signalisation routière, à la limite où - les conducteurs doivent marquer un temps d'arrêt en application de l'article R. 27 du code de la route;
- Des lignes délimitant les zones réservées au stationnement;
- Des lignes délimitant les bandes cyclables et les voies réservées aux véhicules lents.
- Des traversées de chaussées par les pistes ou bandes cyclables.

Les bandes stop ont alors leur configuration actuelle. Les lignes axiales demeurent encore de couleur jaunes.

## Dimensions
La bande stop a une largeur égale à 50 cm et s'étend sur toute la largeur des voies affectées à la circulation des véhicules qui eux, doivent marquer l'arrêt imposé par le panneau stop. Elle ne doit jamais être tracée en l'absence du panneau stop.

## Implantation

Panneau stop sur route de rase campagne sans marquage de rives

Panneau stop sur route de rase campagne avec marquage de rives

Cette ligne n'est pas forcément le prolongement des bordures de la chaussée prioritaire. Elle doit être implantée de façon que les véhicules à l'arrêt aient la meilleure visibilité possible du trafic de la chaussée prioritaire, sans gêner en aucune façon ce dernier.
Sur les routes à double sens de circulation et en l'absence d'îlot, elle est précédée sur 10 à 20 mètres avant l'intersection par une ligne longitudinale continue, de largeur 2u, pour séparer les deux sens de circulation. Cette ligne peut, soit être supprimée, soit être remplacée par une ligne discontinue de type T3, en cas de largeur de chaussée insuffisante.